# Малая Уча
Малая Уча — деревня Малопургинского района Удмуртской Республики. Подчинение районное, входит в муниципальное образование «Уромское».

## Географическое положение
Находится в 23 км южнее Малой Пурги. В трёх километрах южнее проходит дорога федерального значения Р320 Елабуга — Ижевск. В двух — протекает река Бобинка. Свой запруженный ручеек местные жители называют «Митяшур».

## История и население
Название «Уча» — старое удмуртское слово. Оно также присутствует во многих названия населённых пунктов в Удмуртии.
Первое упоминание этой деревни датируется 1716-1717 гг. По данным Ландратской переписи на тот момент насчитывалось 86 человек, населяющих Малую Учу.
Национальный состав — преобладают Удмурты. Половозрастная структура — преобладает женское население. Постоянное население около 90 человек.

## Достопримечательности
Особенность этой деревни заключается в том что у неё всего одна улица, но протяжённая для деревни такого масштаба (около 1 км). Такое расположение деревни связано с прямолинейной траекторией течения прилегающего ручья. В древности все населённые пункты возводились рядом с водой, как, впрочем, и сейчас. Таким образом и появились первые жилые постройки, а потом и улица.